# 小果酸模
小果酸模（学名：Rumex microcarpus）为蓼科酸模属下的一个种。